# Souzy-la-Briche
Souzy-la-Briche ist eine französische Gemeinde im Département Essonne in der Region Île-de-France mit 484 Einwohnern (Stand: 1. Januar 2022). Sie gehört zum Arrondissement Étampes und zum Kanton Dourdan.
Die Einwohner werden Souzéens genannt.

## Geographie
Souzy-la-Briche liegt etwa 39 Kilometer südsüdwestlich des Zentrums von Paris an der Renarde.

### Nachbargemeinden
Umgeben ist Souzy-la-Briche von den Nachbargemeinden Saint-Chéron im Nordwesten und Norden, Breux-Jouy im Norden und Nordosten, Saint-Sulpice-de-Favières im Nordosten und Osten, Chauffour-lès-Étréchy im Süden sowie Villeconin im Südwesten und Westen.

## Bevölkerungsentwicklung
| Jahr                       | 1962 | 1968 | 1975 | 1982 | 1990 | 1999 | 2006 | 2019 |
| Einwohner                  | 157  | 202  | 236  | 303  | 361  | 432  | 384  | 441  |
| Quellen: Cassini und INSEE |      |      |      |      |      |      |      |      |

## Sehenswürdigkeiten

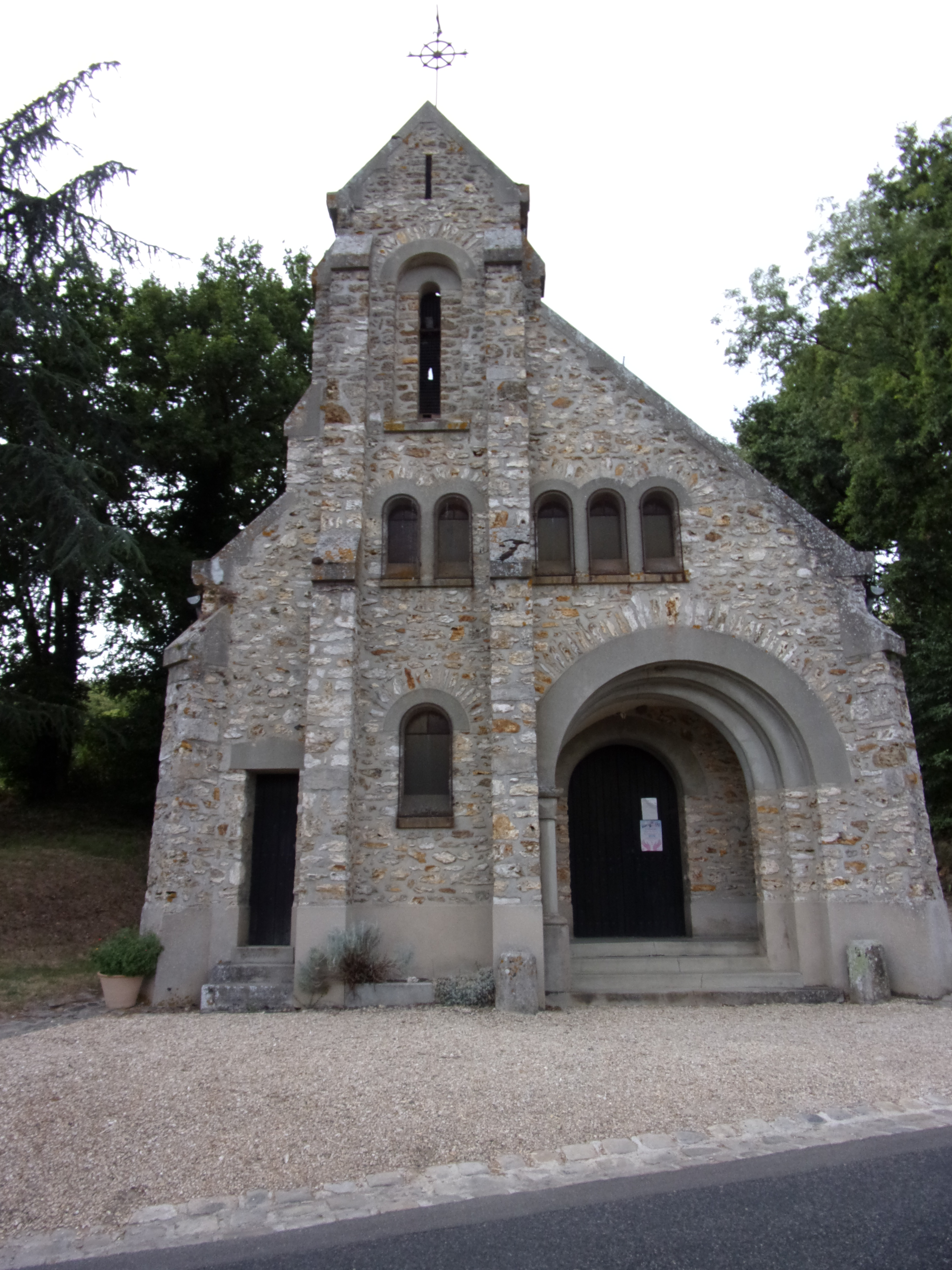
Kirche Saint-Martin

- Kirche Saint-Gilles-et-Saint-Martin aus dem 19. Jahrhundert
- Schloss und Domäne Souzy-la-Briche, während der Regierungszeit François Mitterrands Residenz des Präsidenten der französischen Republik
- Wassermühle aus dem 18. Jahrhundert
- Gallorömisches Mosaik aus dem 3./4. Jahrhundert, ausgestellt im Museum von Étampes
- Ehemaliges Waschhaus